# Maison de Montmirail
La Maison de Montmirail est une famille féodale du Moyen Âge, originaire du village de Montmirail, dans le comté de Champagne, et était vassale des comtes de Champagne.

## Origines
La famille de Montmirail n'est pas bien connue mais est ancienne et remonterait au XIe siècle. Certains historiens du XIXe siècle racontent que cette famille serait en fait originaire d'Île-de-France où un prénommé Gaucher, devenu possesseur de domaines dans la Brie, fait bâtir un fort auquel il donne son nom : Le Fort de Gaucher ou La Ferté-Gaucher. Voisin des propriétés des comtes de Meaux, il se lie d'amitié avec le comte de cette époque, probablement Thibaud Ier de Troyes, et lui demande en mariage l'une de ses filles ou petites-filles. Le comte aurait accepté et lui aurait donné la terre de Montmirail en dot.

## Généalogie
- Gaucher de La Ferté-Gaucher, personnage semi-légendaire qui aurait été le premier seigneur de Montmirail et de La Ferté-Gaucher au milieu du XIe siècle. Il aurait épousé une fille ou une petite-fille de Thibaud Ier de Troyes, dont il aurait eu au moins un enfant[1] :
  - Dalmase de Montmirail, qui suit.
- Dalmas de Montmirail ou Dalmace de Montmirail, premier seigneur connu de Montmirail et de La Ferté-Gaucher à la fin du XIe siècle. Il apparait dans une charte de l'évêque de Meaux Burchard dans laquelle il atteste que Dalmas et son fils Gaucher font don à l'abbaye Saint-Jean-des-Vignes de Soissons d'un four et d'une dîme. Il épouse une femme prénommée Agnès ou Adélaïde, dont il a au moins un enfant
  - Gaucher de Montmirail, qui suit.
- Gaucher de Montmirail seigneur de Montmirail et de La Ferté-Gaucher, marié à Elisabeth de Champagne, fille de Thibaud III de Blois, dont il a au moins un enfant[1] :
  - Dalmace de Montmirail, qui suit.
- Dalmace de Montmirail (1050-1092), seigneur de Montmirail et de La Ferté-Gaucher, marié à Adélaïde de La Fère (1056-1109), dont il a au moins un enfant[1] :
  - Gaucher de Montmirail, qui suit.
- Gaucher de Montmirail († après 1128), seigneur de Montmirail et de La Ferté-Gaucher à la mort de son père. Il fonde et donne à l'abbaye Saint-Jean-des-Vignes de Soissons les églises et prieurés de Saint-Étienne de Montmirail et de Saint-Martin de La Ferté-Gaucher  ainsi que la Maison-Dieu de La Ferté-Gaucher à l’abbaye de Molesme. Il épouse une femme prénommée Élisabeth, dont il a au moins deux enfants :
  - Hélie de Montmirail, qui suit.
  - Gaucher de Montmirail ou Gautier de Montmirail , moine à l'abbaye de Clairvaux.
- Hélie de Montmirail († avant 1145), seigneur de Montmirail et de La Ferté-Gaucher à la mort de son père. Il favorise la fondation de l'abbaye Notre-Dame-d'Andecy. Il épouse Adélaïde de Pleurs, fille de Jean de Pleurs, seigneur de Pleurs et vicomte de Mareuil, et d'une dame d'Arcis, et qui épousera en deuxièmes noces Anséric III de Montréal, dont il a quatre enfants :
  - Gaucher de Montmirail, probablement l'aîné. Cité dans un seul acte. Sans doute mort jeune.
  - André de Montmirail, qui suit.
  - Hugues de Montmirail, probablement abbé de Saint-Pierre de Preuilly[2].
  - Ade de Montmirail, qui épouse Hugues de Saint-Florentin.
- André de Montmirail († vers 1177), seigneur de Montmirail et de La Ferté-Gaucher à la mort de son père. Il épouse Hildiarde d’Oisy, fille de Simon d'Oisy, châtelain de Cambrai, et d’Ade de La Ferté-sous-Jouarre, vicomtesse de Meaux, dont il a deux enfants.
  - Jean de Montmirail, qui suit.
  - Ade ou Ada de Montmirail, qui épouse en premières noces Clarembaud de Noyers, d'où postérité. Veuve, elle épouse en secondes noces Vilain de Nully, d'où postérité.
- Jean Ier de Montmirail († en 1217), seigneur de Montmirail et de La Ferté-Gaucher à la mort de son père ainsi que d'Oisy, de Crèvecœur, de La Ferté-Ancoul, châtelain de Cambrai et vicomte de Meaux à la mort de sa mère. Il est également connétable de France et sera béatifié vers 1250. Il épouse Helvide de Dampierre, fille de Guillaume Ier, seigneur de Dampierre, et d'Ermengarde de Toucy, dont il a six enfants :
  - Guillaume de Montmirail, cité en 1203, probablement mort avant son père sans union ni descendance.
  - Jean II de Montmirail, qui suit.
  - Mathieu de Montmirail, qui suit après son frère.
  - Élisabeth de Montmirail, religieuse au Mont-Dieu de Montmirail.
  - Marie de Montmirail, qui suit après ses frères.
  - Félicie de Montmirail, dame de la Ferté-Gaucher, qui épouse Hélie II de Wavrin, sénéchal de Flandres, fils de Robert de Wavrin et de Sibylle de Flandre, d'où postérité.
- Jean II de Montmirail († en 1240), seigneur de Montmirail, d'Oisy, de Crèvecœur, de La Ferté-Ancoul, châtelain de Cambrai et vicomte de Meaux à la mort de son père. Il épouse Isabelle de Blois, comtesse de Chartres, veuve de Sulpice III d'Amboise, fille de Thibaut V de Blois et d'Alix de France, mais n'a pas de descendance.
- Mathieu de Montmirail († en 1262), seigneur de Montmirail, d'Oisy, de Crèvecœur, de La Ferté-Ancoul, châtelain de Cambrai et vicomte de Meaux à la mort de son frère. Il épouse en premières noces une femme prénommée Alise, puis en secondes noces Isabelle de Villebéon dite La Chambellane, fille d’Adam Ier, seigneur de Villebéon et grand Chambellan de France, mais n'a pas de descendance.
- Marie de Montmirail († en 1272), dame de Montmirail, d'Oisy, de Crèvecœur, de La Ferté-Ancoul, châtelaine de Cambrai et vicomtesse de Meaux à la mort de son dernier frère. Elle épouse Enguerrand III de Coucy, seigneur de Coucy, dont elle a plusieurs enfants à qui elle transmettra tous ses titres.

## Œuvres de fiction
Le personnage de Godefroy de Montmirail de la saga cinématographique Les Visiteurs est totalement fictif et ne peut par conséquent pas être apparenté à cette famille.

## Sources
- Marie Henry d'Arbois de Jubainville, Histoire des Ducs et Comtes de Champagne, 1865.
- Alexandre-Clément Boitel, Histoire du bienheureux Jean, surnommé l'Humble, 1859.